# Bijou (film)
Pour les articles homonymes, voir Bijou (homonymie).
Pour plus de détails, voir Fiche technique et Distribution.
Bijou est un film américain réalisé par Wakefield Poole, sorti en 1972.

## Synopsis
Dans la rue, un ouvrier en bâtiment est témoin d'un accident. Il subtilise le sac de la femme accidentée, et une fois chez lui, en examine le contenu. Il y trouve un ticket d'invitation au club Bijou. Après une douche, il décide d'y aller.
Sur place, il découvre un monde onirique où les fantasmes érotiques deviennent réalité. Des panneaux lui demandent d'enlever ses chaussures, puis ses vêtements. Dans un paysage irréel, il rencontre un autre homme nu, avec qui il fait l'amour. D'autres hommes entrent et une orgie commence.

## Fiche technique
- Titre original : Bijou
- Réalisation : Wakefield Poole
- Scénario : Wakefield Poole
- Photographie : Wakefield Poole
- Montage : Wakefield Poole et Peter Schneckenburger
- Producteur : Marvin Schulman
- Production : Poolemar
- Langue : anglais
- Format : couleur - 35 mm - son monophonique
- Durée : 77 minutes
- Genre : Film pornographique
- Date de sortie : 1972

## Distribution
- Ronnie Shark : ouvrier du bâtiment (as Bill Harrison)
- Cassandra Hart : la femme heurtée par une voiture
- Lydia Black : la contrôleuse de billets au 'Bijou'
- Robert Lewis : un participant à 'Bijou'
- Peter Schneckenburger : un participant tatoué à 'Bijou' (as Peter Fisk)
- Rocco Passalini : un participant à 'Bijou'
- Michael Green : un participant à 'Bijou'
- Bruce Shenton : un participant à 'Bijou' (as Bruce Williams)
- Bill Cable : l'homme barbu au fouet (as Cable)
- Wakefield Poole : le caméraman (non crédité)
- Marvin Shulman : le chauffeur (non crédité)
- Bob Stubbs : un participant aux cheveux longs à 'Bijou' (non crédité)

## Commentaires
Après le succès de son film porno chic gay Boys in the Sand, le réalisateur Wakefield Poole décide de tourner un deuxième film du même genre.
La scène d'orgie est montrée au moyen d'un écran divisé, et plusieurs scènes comportent des effets spéciaux à la caméra (surimpression). Les scènes d'intérieur ont principalement été tournées dans le salon du réalisateur, les murs couverts de feutre noir,.
Bijou se distingue par sa dimension onirique : « On pense à Cocteau bien sûr, à Lewis Carroll et à sa traversée du miroir, à Pink Narcissus, au corps de Joe Dallesandro dans les films de Warhol et Morrissey, pendant que monte et se déploie une musique envoûtante qui donne des allures de cérémonial fascinant à ce voyage hors du temps et du monde réel ».
À sa sortie, le film reçoit de bonnes critiques. Dans « le populaire à l'époque Bijou, le processus de sortie du placard est présenté […] comme une sorte de théâtre psychédélique dans lequel le héros découvre ses différents personnalités sexuelles et accepte le corps masculin dans tous ses aspects ».
Bijou est considéré comme un film artistique gay pionnier, un « classique plein de grâce sur l'éveil sexuel d'un homosexuel », et même « comme l’un des plus beaux films de toute l’Histoire du Porno Gay ». 
Avec d'autres films de Wakefield Poole, Bijou reçoit le prix du meilleur DVD gay classique aux GayVN Awards en 2003.